# Charles Spinola
Pour les articles homonymes, voir Spinola.
Le bienheureux Charles Spinola (en italien Carlo Spinola), né à Madrid en janvier 1565 et mort (brûlé vif) à Nagasaki (Japon) le 10 septembre 1622, est un prêtre jésuite italien, homme de sciences, architecte et missionnaire au Japon. Arrêté avec beaucoup d’autres chrétiens en 1621, il est brûlé vif le 10 septembre 1622. 
Ensemble, 205 martyrs japonais du début du XVIIe siècle sont béatifiés par le pape Pie IX le 7 juillet 1867. Parmi eux, Charles Spinola et 51 autres « Martyrs de Nagasaki » mis à mort le même jour, le 10 septembre 1622. Ils sont liturgiquement commémorés le 4 février.

## Biographie

### Jeunesse et formation
Né à Madrid, en janvier ou février 1565, Charles est fils d’Ottavio Spinola, membre de la famille génoise des Spinola, riche et bien connue. Le jeune Charles se trouve en Italie, à l’âge de 10 ans pour y étudier au collège jésuite de Nola (près de Naples), sous la supervision de son oncle Philippe Spinola, évêque de la ville (et plus tard cardinal). Pour les études secondaires il se trouve au collège de Naples où il étudie entre autres les mathématiques et l’astronomie, domaines dans lesquels il montre une grande aptitude.  
Lorsqu’il exprime le désir d’entrer dans la Compagnie de Jésus il doit faire face à l’opposition de sa famille et aux tergiversations de son oncle cardinal. Il lui écrit une lettre respectueuse et ferme (7 décembre 1584) se terminant ainsi : « (…) J’espère qu’un cardinal de la Sainte Église n’emploiera pas l’autorité attachée à une dignité si auguste pour priver d’un si grand bien une personne qui à l’honneur d’être son neveu. Après avoir secondé la vocation religieuse de tant d’autres pourriez-vous refuser à la mienne votre faveur et votre crédit ? (…) ». L’oncle-cardinal est gagné à sa cause. Deux semaines plus tard, le 23 décembre, Charles entre au noviciat: il a 19 ans. 
Durant cette première période de formation il enseigne quelque temps à Lecce où il connaît le père Bernardino Realino, prédicateur de missions populaires dans la ville et ses environs, et confesseur apprécié. Revenu à Naples pour l’étude de la philosophie il y a comme compagnon d’études Louis de Gonzague de trois ans son cadet. En raison de vomissements de sang il est envoyé à l’infirmerie du Collège Romain (à Rome). Profitant de ses loisirs forcés il suit les cours de Christopher Clavius dont il devient un excellent étudiant.  
Il poursuit la philosophie et le cours de théologie au collège de Brera (Milan) tout en y enseignant les mathématiques. Il est ordonné prêtre en 1594, et est envoyé à Crémone pour y préparer la fondation d’un nouveau collège. 

### Missionnaire en Extrême-Orient
Sa demande missionnaire est finalement acceptée et Spinola quitte l’Europe par le port de Lisbonne en 1596. En dérive vers le Brésil son navire est arraisonné par des corsaires anglais qui le ramènent comme prisonnier en Angleterre. La rançon payée, il est libéré et rentre à Lisbonne. Il y fait alors sa profession religieuse définitive (28 octobre 1598).  
En 1599, nouveau départ pour l’Extrême-Orient. Il arrive à Macao en août 1600 où ses connaissances scientifiques sont mises à contribution pour tracer les plans de la nouvelle église de la Mère-de-Dieu qui doit remplacer celle qui brûla en novembre 1595. Il en engage les travaux de reconstruction.
Enfin arrivé au Japon, en août 1602, il y étudie d’abord la langue japonaise. Ensuite il fonde et dirige une académie de mathématiques et astronomie à Miyako (aujourd’hui : Kyoto), tout en organisant une congrégation mariale pour les séminaristes de Kyoto et une autre pour les catéchistes. Il milite pour l’admission de candidats japonais dans la Compagnie de Jésus. 
Sa renommée d’homme de sciences arrive jusqu’à l’empereur qui, informé (1611) de ce que Spinola allait être transféré à Macao, obtient que la décision soit annulée. Il reste au Japon, comme économe des missions, avec résidence à Nagasaki. Il doit, entre autres, reprendre en mains la question délicate du commerce de la soie (par lequel les activités missionnaires sont financées).  

### Arrestation et mise à mort
La situation change complètement lorsque le nouvel empereur ordonne l’application stricte du décret (1614) de son prédécesseur Tokugawa Ieyasu expulsant tous les étrangers (y compris les missionnaires) et bannissant la religion chrétienne.  Spinola se cache et continue son ministère dans la clandestinité. Mais il est arrêté le 13 décembre 1618. Enfermé dans la prison de Suzuta, à Omura, près de Nagasaki, il y subit des mauvais traitements durant quatre ans. Cela ne l’empêche pas d’écrire des lettres où il exalte de manière lyrique le martyre (témoignage) pour le Christ. Ses lettres, qui sont signées « Carlo, prisonnier pour la Sainte Foi », circulent en Europe et font beaucoup pour encourager les vocations missionnaires.
Toujours architecte, il dessine dans une lettre un plan méticuleux de sa prison d’Omura… En prison il est également maître des novices pour sept jeunes catéchistes japonais (prisonniers comme lui) qui veulent mourir comme religieux jésuites. Les sept feront leur profession religieuse avant de mourir. 
Charles Spinola est mis à mort le 10 septembre 1622, sur la colline Nishizaka, à Nagasaki. Dans ce que l’on appelle le « Grand martyre de Nagasaki », 52 chrétiens sont brûlés vifs ou décapités: hommes, femmes et enfants, missionnaires et prêtres étrangers de divers ordre religieux, laïcs et catéchistes japonais, coréens et portugais. Ils seront béatifiés ensemble le 7 juillet 1867, par Pie IX.

## Œuvres
- On possède quelque 80 lettres de la main de Charles Spinola. Elles furent souvent publiées, traduites et republiées dans les différentes langues européennes. Entre autres dans Analecta Bollandiana, 1887, vol VI.